# یوهان بالبی
یوهان بالبی (به لاتین: Johann Balbi) سفیری بود که شارلکن، امپراتور اسپانیا و امپراتوری مقدس روم به ایران فرستاد تا از پادشاه صفوی بخواهد همزمان با حمله اسپانیا و مجارستان به امپراتوری عثمانی به این کشور حمله کند یا لااقل نیرویی به سرحدات مرزی با این کشور بفرستد تا ترکان عثمانی مجبور شوند قسمتی از قشون خود را متوجه شرق سازند.

در در ۲۵ اوت ۱۵۲۵ میلادی شارلکن پاسخ پیشنهاد شاه اسماعیل برای اتحاد علیه عثمانی را از طریق فراپتروس ارسال کرد؛ اما هنگامی که فراپتروس به پایتخت ایران، تبریز رسید بیش از یک سال از مرگ شاه اسماعیل گذشته بود و ناچار وی نامه شارلکن را به شاه طهماسب، فرزند و جانشین او، تسلیم کرد. چهار سال بعد در فوریه ۹۳۵ قمری /۱۵۲۹ میلادی شارلکن یوهان بالبی را به دربار ایران فرستاد. این نامه هم به نام شاه اسماعیل است و نشان می‌دهد که بعد از گذشت پنج سال خبر درگذشت او به اروپا نرسیده و تصور شارلکن بر آن بود که شاه اسماعیل حیات دارد. عنوان نامه شارلکن چنین است: 
«پادشاه والاتبار مقتدرترین سلاطین شرق پادشاه سعید و پرهیزکار شاه اسمعیل صفوی شاهنشاه ایران دوست و برادر گرامی ما.»
در این نامه شارلکن ضمن تعریف از شجاعت و تدبیر شاه صفوی، سفیر خود بالبی را که از سران لشکر بود معرفی کرد و یک بار دیگر آمادگی خود را برای عقد پیمان اتحاد علیه دولت عثمانی اعلام نمود. بالبی مأموریت داشت جنگ‌های شارلکن با عثمانی‌ها را به تفصیل برای شاه ایران شرح دهد و اضافه نماید که در سال ۱۵۲۶ میلادی
سلطان عثمانی به تحریک پادشاه فرانسه (فرانسوای اول) به مجارستان حمله برده و پس از تصرف بوداپست لایوش دوم، پادشاه آن کشور و برادرزن شارلکن را در جنگ موهاج به قتل رسانده، اکنون فردیناند، برادر شارلکن، به پادشاهی مجارستان رسیده است و امپراتور و برادرش قصد دارند برای انتقام از دو طرف؛ یعنی از طرف ایتالیا و دریای مدیترانه و دیگری از طرف خاک مجارستان، به امپراتوری عثمانی حمله کنند.
بالبی در طول مسیر و قبل از رسیدن به ایران از رابطه نامطلوب ایران و عثمانی و جنگ بین دو کشور اطلاع پیدا کرد و از شهر حلب برای شارلکن نامه نوشت و گزارش داد که پادشاه ایران، شاه طهماسب بغداد را فتح کرده و زمان مساعد آن است که شارلکن هم به جنگ با ترکان عثمانی اقدام کند. بالبی واقعیت کامل را گزارش نداده بود؛ شاه طهماسب در ۱۵۳۰ میلادی به بغداد حمله کرده بود تا آن شهر را تصرف نماید؛ ولی کار تصرف ناتمام مانده بود. واقعیت این بود که ذوالفقارخان کلهر، فرمانروای لرستان، بین‌النهرین را تصرف کرده، ولی خود را تحت حمایت سلطان سلیمان قرار داده بود و شاه طهماسب می‌خواست بغداد را از ذوالفقارخان بگیرد.